# فرهنگ در کویت

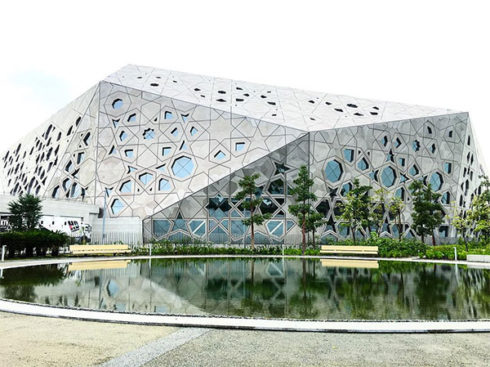
فرهنگسرای شیخ جابر آل احمد، همچنین به عنوان خانه اپرای کویت نیز شناخته می‌شود

فرهنگ عامه کویت، در قالب شعر گویش، فیلم، تئاتر، رادیو و تلویزیون، شکوفا می‌شود و حتی به کشورهای همسایه نیز صادر می‌شود. در کشورهای عربی حاشیه خلیج فارس، فرهنگ کویت نزدیکترین فرهنگ به بحرین است.

## هنرها
کویت دارای قدیمی‌ترین جنبش هنر نوگرا در شبه جزیره عربستان است. با شروع از سال ۱۹۳۶، کویت اولین کشور خلیج فارس بود که بورسیه‌های هنری را اعطا کرد. هنرمند کویتی، مژب الدواری اولین هنرمند شناخته شده هنرهای تجسمی در منطقه خلیج فارس بود. وی به عنوان بنیانگذار هنر تک‌چهره در منطقه شناخته می‌شود. گالری سلطان اولین گالری هنری حرفه ای عربی در خلیج فارس بود.

## موسیقی

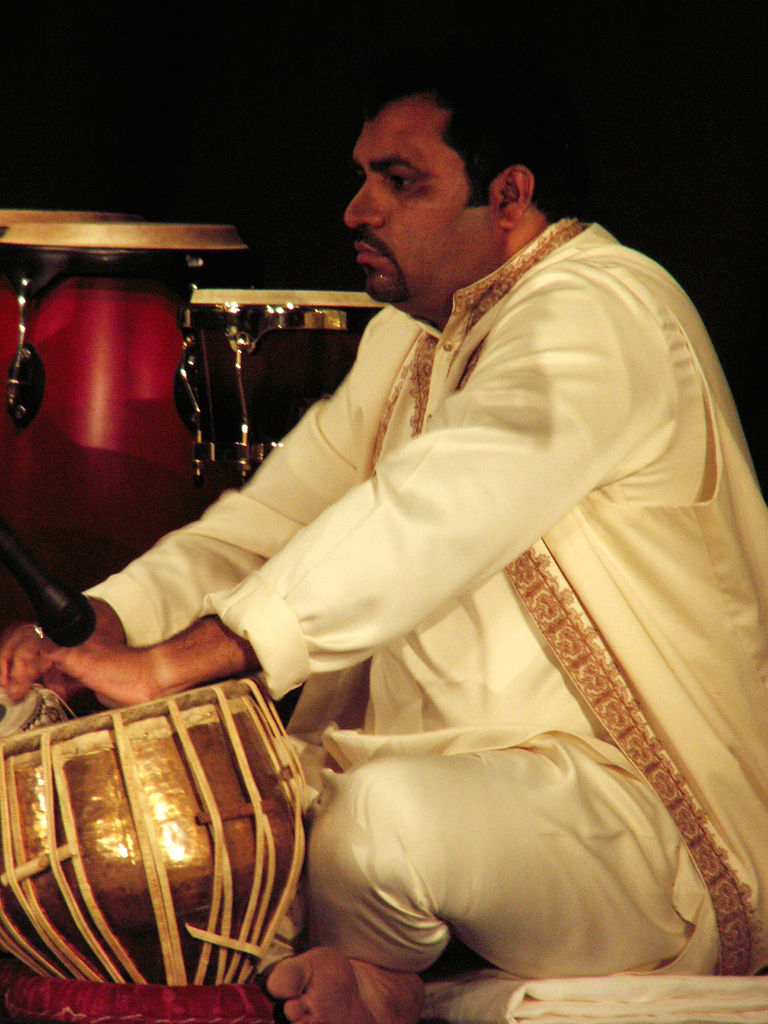
استاد مناوار خان نوازنده تابلا در هشتمین جشنواره بین‌المللی موسیقی کویت

کویت محل تولد ژانرهای مختلف موسیقی محبوب مانند اره است. موسیقی کویت به‌طور قابل توجهی بر فرهنگ موسیقی در سایر کشورهای عربی تأثیر گذاشته‌است. موسیقی سنتی کویت بازتابی از میراث دریایی این کشور است، که به ژانرهایی چون فیجری مشهور است. کویت پیشگام موسیقی معاصر خلیجی بود، کویتی‌ها اولین هنرمند ضبط تجاری در منطقه خلیج بودند. اولین ضبط‌های شناخته شده کویت بین سال‌های ۱۹۱۲ و ۱۹۱۵ ساخته شده‌اند.

## ادبیات
کویت در سالهای اخیر چندین نویسنده برجسته معاصر همچون اسماعیل فهد اسماعیل، نویسنده بیش از بیست رمان و مجموعه‌های داستان کوتاه داشته‌است. همچنین شواهدی وجود دارد که ادبیات کویت مدتهاست که با ادبیات انگلیسی و فرانسه تعامل داشته‌است.

## گرگیعان
گرگیعان یا قرقیعان نام یک آیین سنتی رایج بین عرب‌های خوزستان، استان هرمزگان، عراق، بحرین، کویت، و شرق عربستان (احساء و قطیف) و امارات متحده عربی است که در شهریور ماه ۱۳۹۵ به عنوان میراث معنوی مردم عرب ایران به ثبت ملی رسید. این آیین که ریشه‌ای تاریخی دارد در نیمهٔ ماه رمضان در مناطق عرب‌نشین توسط کودکان اجرا می‌شود. برای ریشه این مراسم روایات مختلفی ذکر شده اما برجسته‌ترین آن، به مناسبت میلاد امام دوم شیعیان ذکر شده‌است. این آئین در همه ساله در بسیاری از شهرهای ایران برگزار می‌شود اما به صورت رسمی تاکنون دو بار در بخش جنبی نمایشگاه قرآن در موزه هنرهای معاصر اهواز به صورت نمادین برگزار شد که با استقبال پرشور کودکان و علاقه‌مندان مواجه شد.

## آشپزی کویتی
ترکیبی از آشپزهای عربی، ایرانی، هندی و مدیترانه‌ای است. کبسه غذای برجسته آشپزی کویتی است که از ترکیب برنج باسماتی، ادویه‌جات، مرغ یا گوشت گوسفند تهیه می‌شود. غذای دریایی به‌ویژه ماهی بخشی مهمی از رژیم غذایی کویتی است. ماهی هامور به دلیل بافت و طعم ویژه‌اش با بریانی برنج، به‌همراه ماهیان زبیدی، صافی و صبیتی از ماهیان پرطرفدار محلی هستند، که به‌صورت گریل‌شده و سرخ‌شده مصرف می‌شوند.
غذاهای دریایی قرن‌ها است که پایه اصلی غذاهای کویت بوده‌است.

## ورزش
ورزش در کویت از نظر مشارکت و محبوبیت در درجه اول بر فوتبال متمرکز است. پس از فوتبال این کشور در ورزش‌های بسکتبال، هاکی، کریکت و هندبال نیز فعالیت داشته‌است.
فوتبال
فوتبال محبوب‌ترین ورزش در کویت است. اتحادیه فوتبال کویت (KFA) هیئت مدیره فوتبال کویت است. KFA تیم‌های ملی مردان، زنان و فوتسال را سازمان می‌دهد. تیم آقایان در این ورزش موفقیت‌های محدودی کسب کرده‌است که تیم ملی در سال ۱۹۸۲ در هشت مسابقه جام حذفی آسیا و یک جام جهانی فیفا با هم به رقابت پرداخت. لیگ برتر کویت لیگ برتر فوتبال کویت است که هجده تیم در آن حضور دارند. کویت در بسیاری از باشگاه‌های فوتبال از جمله العربی، الفحیحیل، الجهرا، الکویت، النصر، السالمیه، الشباب، القادسیه، ال یرموک، کاظمه، خیطان و الصلیبیخات قرار دارد. التضامن کویت یکی از کشورهای موفق‌ترین باشگاه‌ها در فوتبال آسیا است. تیم ملی کویت همچنین قهرمان جام ملت‌های آسیا در سال ۱۹۸۰، نایب قهرمان جام ملت‌های آسیا در ۱۹۷۶، و مقام سوم جام ملت‌های آسیا ۱۹۸۴ را به دست آورده‌اند. کویت همچنین یک بار سابقه حضور در جام جهانی سال ۱۹۸۲دارد.
بسکتبال
بسکتبال یکی از ورزش‌های محبوب کویت است. بسکتبال در کویت توسط انجمن بسکتبال کویت (KBA) اداره می‌شود. تیم ملی هرگز در یک مسابقات جهانی بسکتبال (FIBA) نرفته‌است و تیم ملی نیز هرگز در یک بازی المپیک در بسکتبال حضور نداشته‌است، اما تیم ملی یازده بار در مسابقات قهرمانی آسیا در بسکتبال حضور داشته‌است، اما پیروز نشد. هر مدال کویت یکی از موفق‌ترین کشورهای بسکتبال در خاورمیانه است. عبدالله الصرف یکی از بهترین و مشهورترین سبد خرید کویت است. وی در حال حاضر برای القادسیه در کویت بازی می‌کند.